# Pravěká osada v Zoologické a botanické zahradě města Plzně
Pravěká osada v Zoologické a botanické zahradě města Plzně slouží jako archeologický skanzen k celoroční venkovní prezentaci pravěkých staveb. Jde o rekonstrukce obytných a dalších staveb starší doby kamenné až doby železné. V areálu osady probíhá experimentální činnost spolku Oživená (pre)historie, který zde pravidelně pořádá Dny pravěkých technologií pro širokou veřejnost. Jako součást expozic zoo nemá zvláštní vstupné ani na prohlídku, ani na akce. 

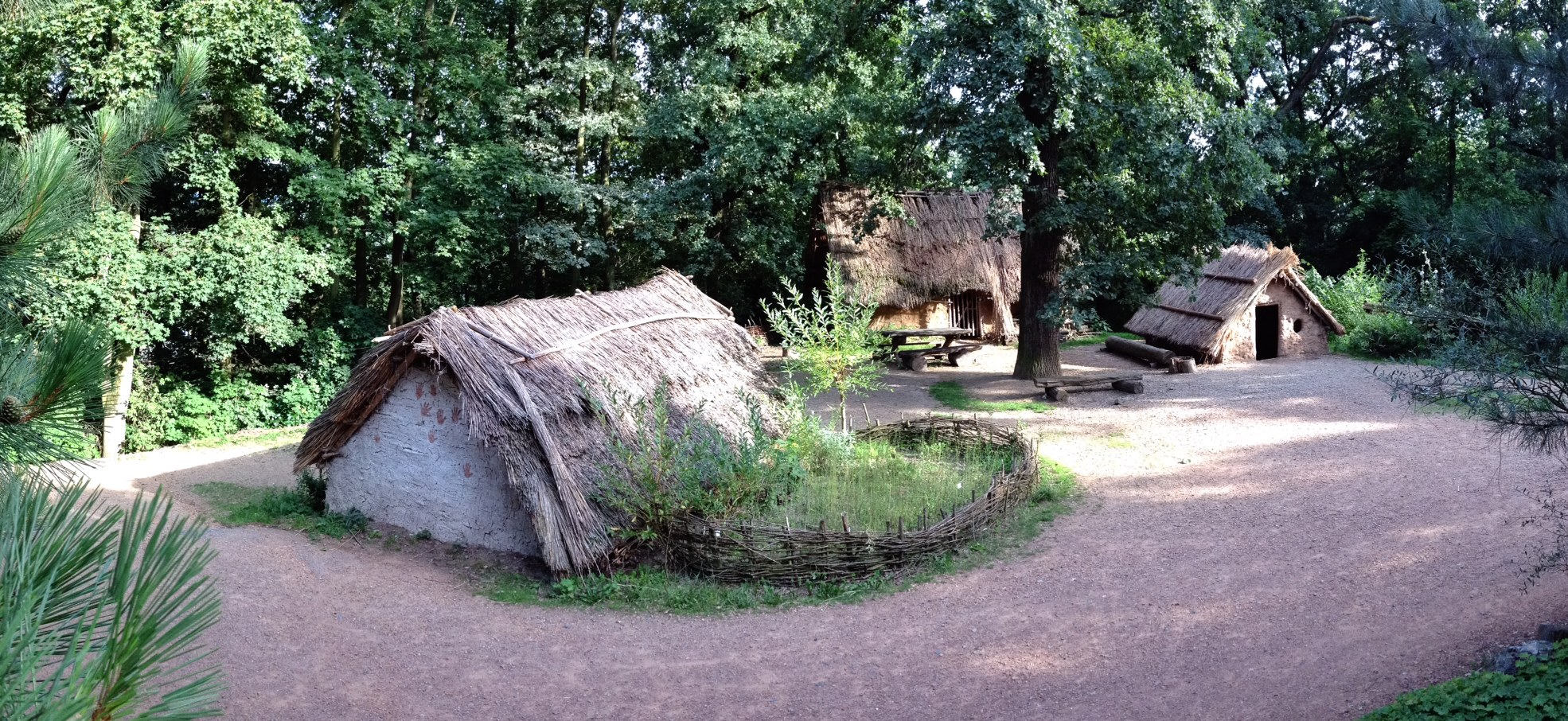
Osada ze starší doby železné (halštatské) v areálu ZOO/BZ města Plzně v roce 2018.

## Historie
Jádro pravěké osady v Zoologické a botanické zahradě města Plzně sestávající ze tří domů starší doby železné (tzv. doby halštatské) bylo založeno roku 1999 za výrazné pomoci pracovníků Západočeského muzea v Plzni. Osada byla založena ve výšinné poloze nedaleko statku Lüftnerka, mezi výběhy vlků a medvědů. V roce 2000 osada nakrátko ožila, ale poté zůstala deset let vystavena nepřízni počasí a nešetrnému zacházení ze strany návštěvníků. Radikální opravy provedené stavební firmou ubraly areálu na autentičnosti. Roku 2009 spolu s oživením Západočeské pobočky České archeologické společnosti vzešly plány na záchranu a obnovu osady a její využití pro experimentální činnost a popularizaci archeologie. Roku 2010 vzniká občanské sdružení Oživená (pre)historie, které se tohoto úkolu naplno ujalo a jako spolek působí (nejen) v areálu osady dodnes. Halštatská osada sestávající z většího domu nadzemní sloupové konstrukce a dvou polozemnic byla opravena a postupně doplněna o další objekty – různá ohniště, hrnčířskou pec, přístřešky a záhony pro pěstování bylinek, zeleniny a užitkových rostlin. V letech 2012 až 2013 byly ve spolupráci se Zoo a BZ města Plzně a Západočeským muzeem v Plzni vyrobeny nové informační tabule (neolit, eneolit, doba bronzová a doba železná) naučné stezky vedoucí podél výběhu medvědů nahoru do osady, které navázaly na informační panel o počátcích člověka ve starší době kamenné (paleolitu). V návaznosti na tabule naučné stezky byla v roce 2014 založena další dvě stanoviště – tábořiště lovců a sběračů doby kamenné a metalurgická dílna na odlévání bronzových artefaktů doby bronzové. Chátrající mezolitická chýše inspirovaná etnografickými prameny byla v roce 2018 definitivně stržena a nahrazena novou lehkou chýší proutěné konstrukce. Dodnes ve všech areálech probíhají archeologické experimenty i ukázky pravěkých technologií pro širokou veřejnost.

## Osada z doby halštatské
Výšinná osada doby halštatské (tj. 800/750 – 480 př. Kr.) byla založena roku 1999 jako uskupení tří domů, jejichž předlohy byly odkryty při archeologických výzkumech v západních Čechách (Křimice, Mašovice). Nadzemní dům má obdélný půdorys (cca 6,3 x 3 m), sloupovou konstrukci nesoucí sedlovou střechou krytou rákosem a stěny vyplétané proutím a omazané mazanicí. Také obě polozemnice byly založeny na obdélném půdoryse (cca 4 x 3 m), se sloupy nesoucími sedlovou střechu krytou rákosem a stěnami vyplétanými pruty a omazanými mazanicí. Polozemnice blíže výběhu medvědů byla po delším chátrání v minulosti nešetrně opravena stavební firmou, současný stav udržuje spolek Oživená (pre)historie. Polozemnice blíže statku byla od roku 2010 renovována Oživenou (pre)historií, která zařídila a vybavila také její interiér, který slouží jako expozice (otevřený je však pouze při akcích určených široké veřejnosti).
Spolek Oživená (pre)historie využívá areál pro svou zážitkovou a experimentální činnost, jejíž průběh i výsledky jsou prezentovány v rámci akcí pro širokou veřejnost (tzv. Dny pravěkých technologií). Kromě stavebních oprav a experimentů jsou pro potřeby osady vyráběny keramické nádoby a další užitkové artefakty, které jsou vypalovány v hrnčířské peci (založené 2012) nebo na otevřeném ohništi. Na záhonech v areálu osady jsou pěstovány původní druhy plodin (bylinek i zeleniny) sloužící přípravě potravy, ale také další užitkové rostliny sloužící již v pravěku k barvení látek apod. K pečení (nejen) chleba slouží chlebová pec (založená 2016). V oživené osadě je k vidění, případně k vyzkoušení, také textilní výroba (od přípravy vláken, přes předení až po tkaní na různých stavech), ale i zpracování dalších organických materiálů (dřeva, apod.) a zaznívají také repliky hudebních nástrojů.

## Metalurgická dílna doby bronzové

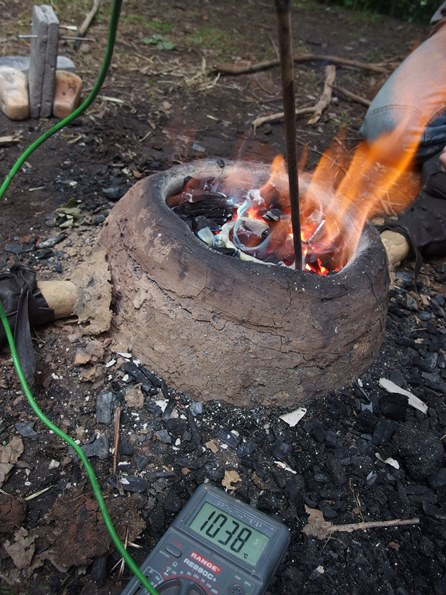
Tavba bronzu ve výhni za použití dřevěného uhlí (2015).

Metalurgický areál určený k tavení bronzu a odlévání replik bronzových předmětů byl založen roku 2014 u informační tabule o době bronzové. Areál sestává z malé kruhové výhně, v níž dochází k tavbě bronzu a další kruhové jámy určené k vyhřívání odlévacích forem před vlastním litím, nebo naopak k jejich následnému pozvolnému vychladnutí. Údržba areálu i vlastní experimentální činnost probíhá před zraky návštěvníků, v případě okamžiku lití bronzu do odlévací formy se jedná o velmi netradiční zážitek.

## Tábořiště lovců a sběračů doby kamenné
Tábořiště lovců a sběračů doby kamenné bylo založeno roku 2014 na skalnatém výběžku u informační tabule o starší době kamenné. Čistě experimentálními postupy za využití původních materiálů i technologií byla postavena proutěná chýše krytá rákosem. Tato chýše inspirovaná etnografickými prameny zde mohla existovat ve střední době kamenné (mezolitu). Interiér chýše byl vybaven lůžkem, ohništěm a dalšími předměty denní potřeby doby kamenné. V roce 2018 byla chátrající chýše stržena a vystavěna nová. Opět se jedná o proutěnou konstrukci krytou rákosem inspirovanou etnografickými předlohami, typově je však stavba mírně odlišná. Kromě vlastní stavební činnosti poskytuje tábořiště prostor pro provádění dalších archeologických experimentů (např. výrobu kamenných nástrojů).

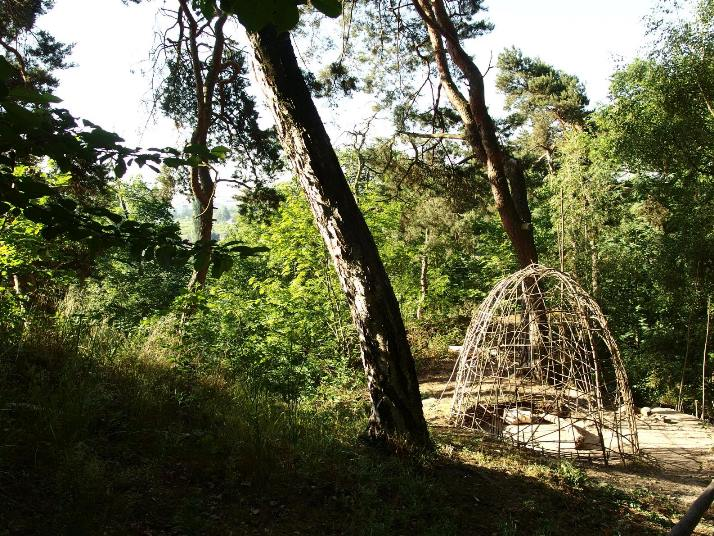
Stavba první mezolitické chýše v roce 2014.